# ガンタケ
ガンタケ（雁茸、学名:  Amanita rubescens）は、テングタケ科テングタケ属の中型から大型のキノコ（菌類）。和名は、全体的な色が雁の羽根色に似ているところ由来する。

## 分布・生態
北半球温帯以北、南米、豪州で確認されている。
夏から秋にかけて、マツ、カラマツなどの針葉樹林、ブナ、コナラなどの広葉樹林、雑木林の地上に単生、または散生する。

## 形態
子実体はハラタケ型（agaricoid）で全体的に褐色で中型から大型。テングタケ属に特徴的な schizohymenial development（和名未定）という発生様式を採り、卵状の構造物内に小さな子実体が形成され、成長と共にこれを破って出てくる。この発生様式の名残で根元にはツボを持つ。
傘は、直径6 - 18センチメートル (cm) 。はじめ球型、成長すると平らになる。傘表面は赤みを帯びた褐色または暗赤褐色で、外皮膜がもろく傘にも灰白色から淡褐色の外皮膜の破片（通称：イボ）が多数付着させるが、しばしば一部もしくは全部が脱落している。傘の縁の条線は無い。ヒダは白色で、密に配列し、柄に対して離生する。
柄は長さ8 - 25 cm、中空で、基部が球根状。柄の色は傘よりも白っぽく、上部に膜状のツバがあり、ツバには明瞭な条線が現れる。柄の根元は膨らみ、外皮膜がもろいためツボも不明瞭で多少環状に破片がついているがとれやすい。肉は無味無臭で白色であるが、変色性があり傷つくと次第に赤褐色に変色する。胞子はヨウ素水溶液で青く染まる（アミロイド性）

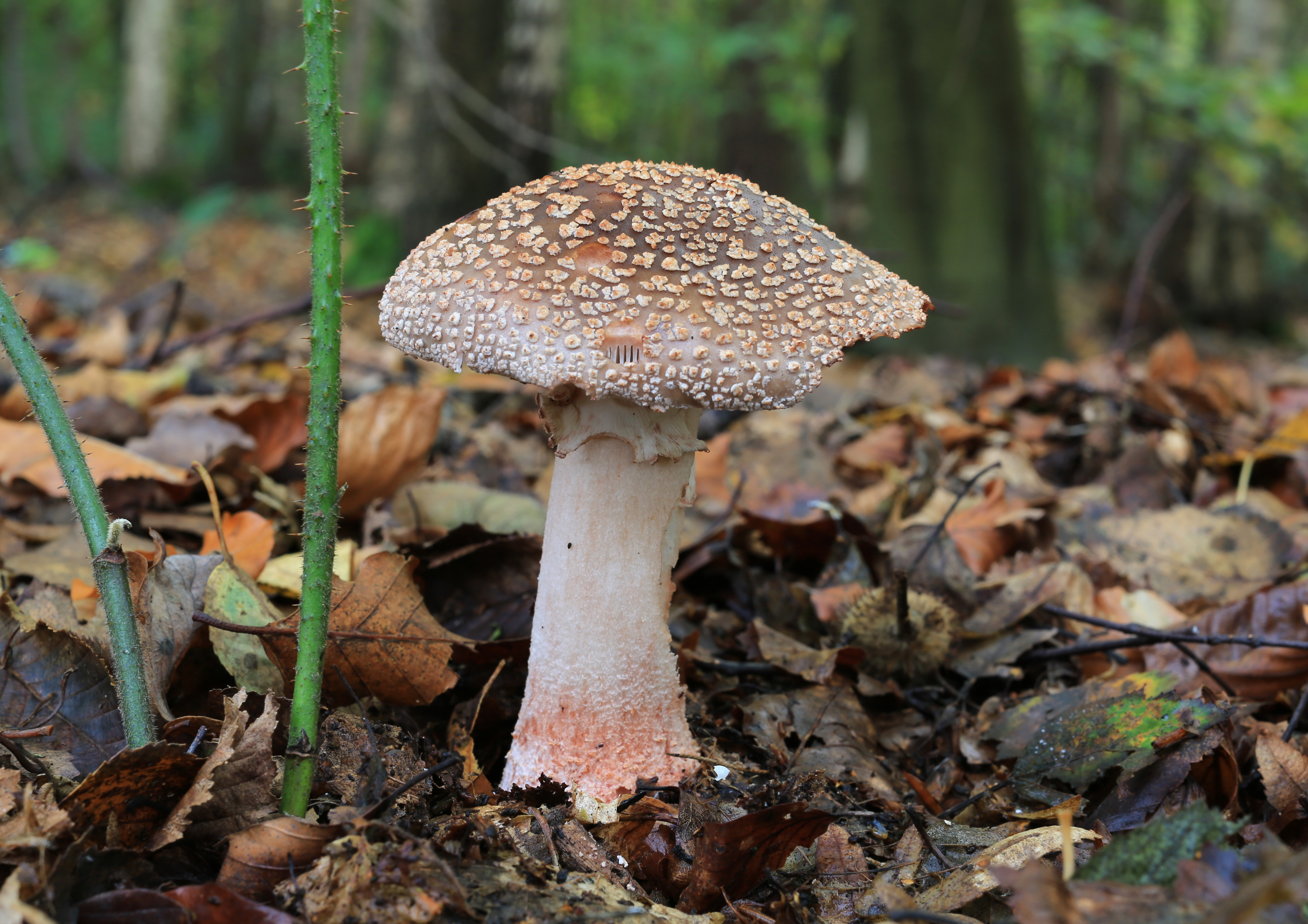
傷ついたところが赤変している
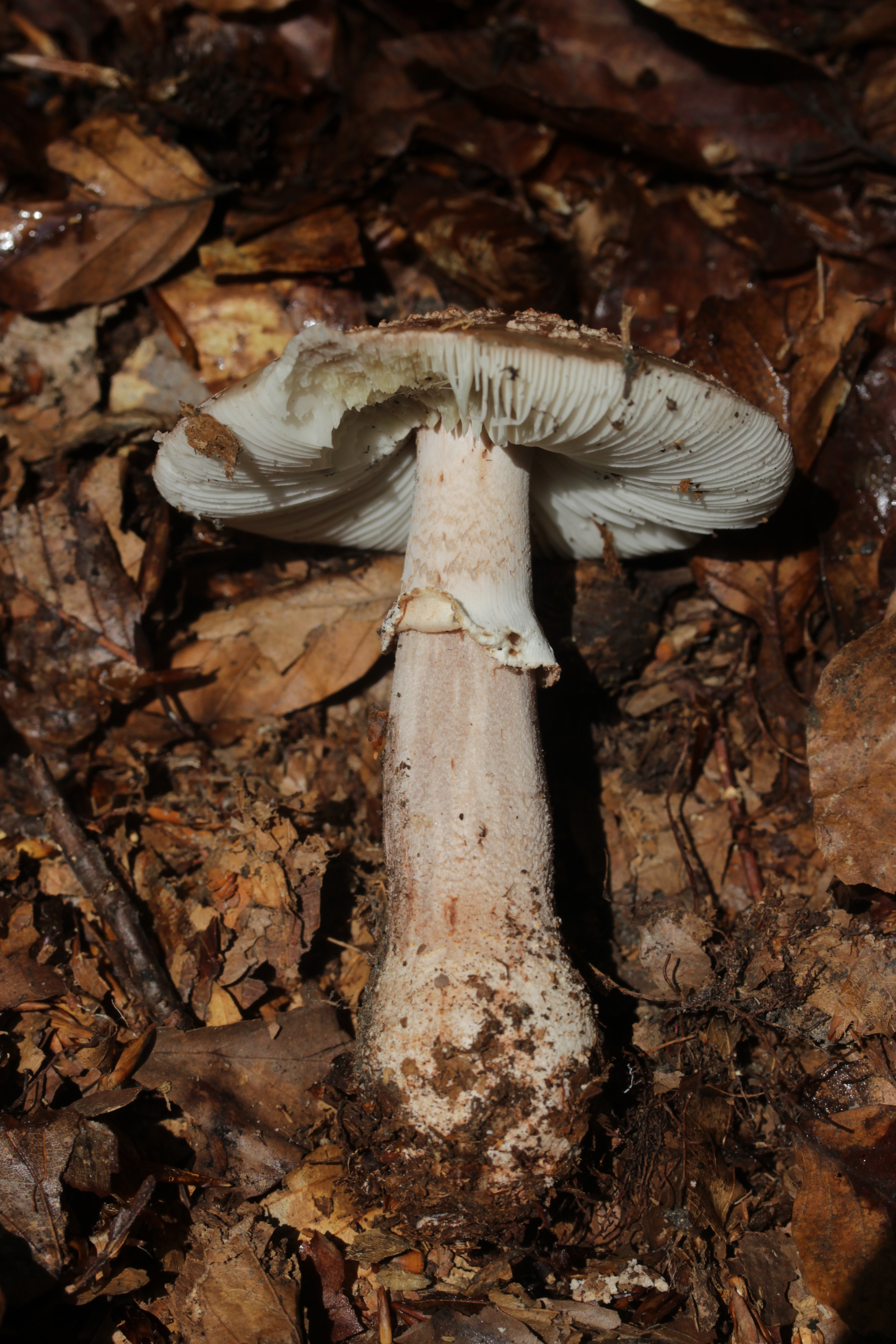
ひだは白色、柄にツバあり。ツボは不明瞭
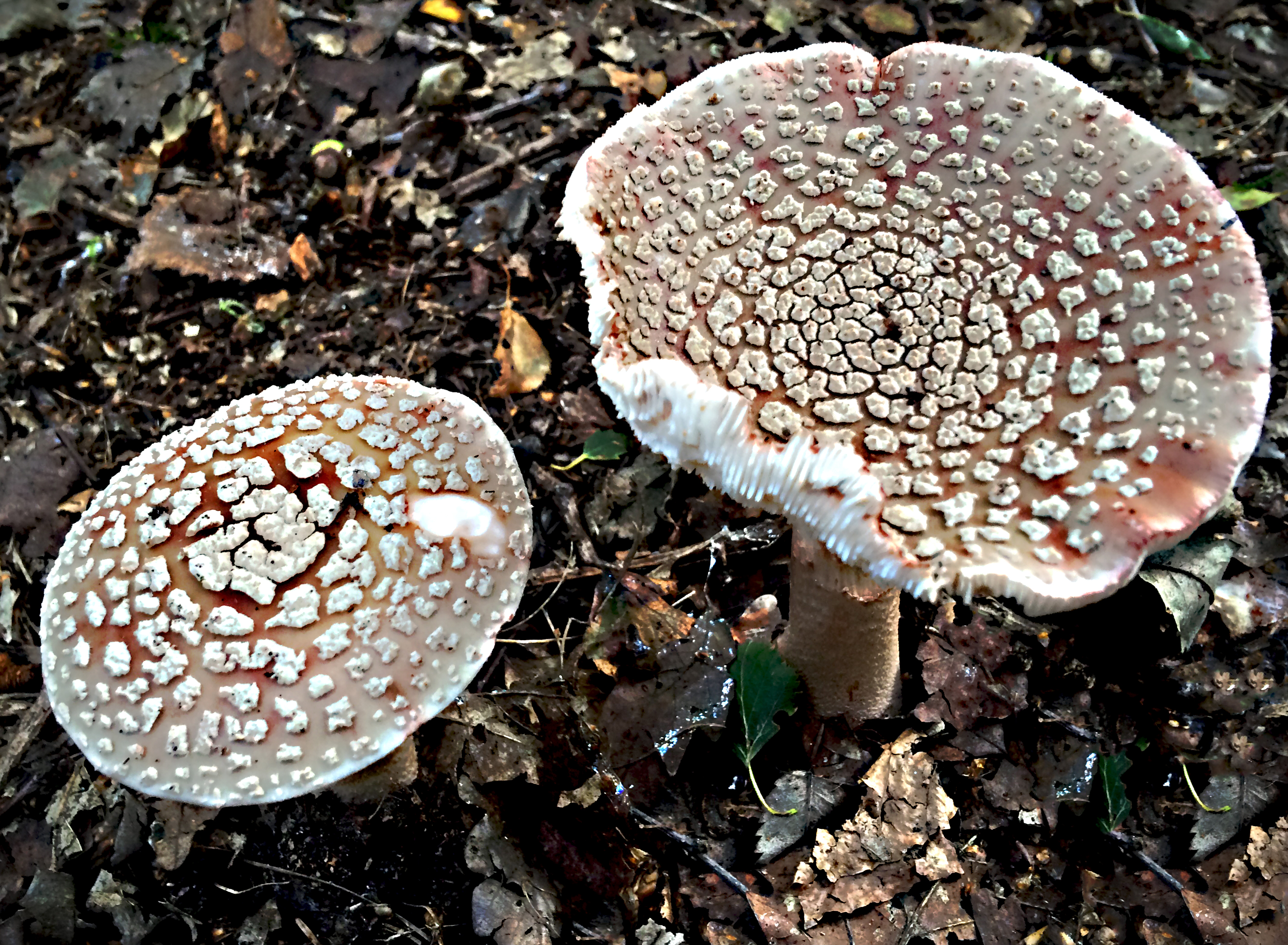
いぼの印象がテングタケ亜属のものとは異なる
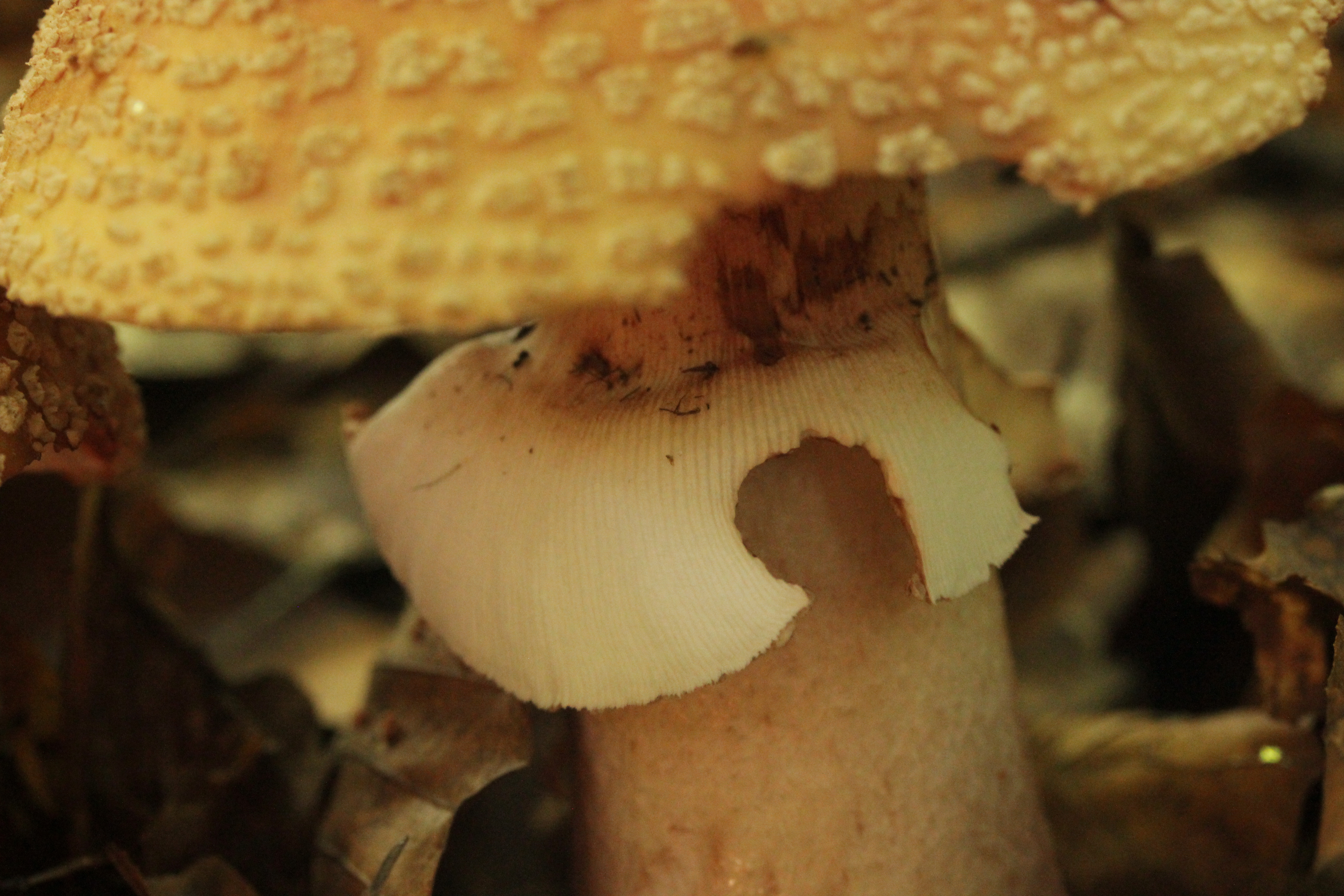
傘の縁には条線なし。ツバに条線が現れる

## 食毒性
食べると数十分から24時間の間に、下痢、吐き気など胃腸系の食中毒を起こすことがある。また肝臓や腎臓の機能障害をもたらす可能性も指摘されている。加熱すれば可食とする文献もあるが、ルベッセンスリシン（溶血性タンパク）、イボテン酸、アマトキシン類などの有毒成分を含んでおり、猛毒のアマトキシンを含むが、タマゴテングタケに比べると量は少ないと考えられている。
しかし、旨味成分を含み加熱調理すれば美味とされ、テングタケとの識別に慣れたキノコ通には好んで食べる人もかつてはいた。現在では、加熱調理しても分解しない有毒成分であるアマトキシン類が微量ながらガンタケに含まれることが明らかになっているため、食べることを控えるように注意喚起されている。

## 類似種
テングタケ属には暗色系で傘にいぼを乗せる種類が幾つか知られる。テングタケ（Amanita pantherina）は、傘の縁に条線が出る。いぼの形状も異なる。胞子もヨウ素水溶液での変色反応はない（非アミロイド）。テングタケはテングタケ亜属に属しマツカサモドキ亜属に属する本種とはやや縁遠い。ガンタケと同亜属同節のキリンタケ（Amanita excelsa）は傘の条線が無い点は似ているが、肉にナタネ臭があるという。